# 10927 Воклюз
10927 Воклюз (10927 Vaucluse) — астероїд головного поясу, відкритий 29 січня 1998 року.
Тіссеранів параметр щодо Юпітера — 3,392.
Названо на честь Воклюза (фр. Vaucluse) — департаменту на півдні Франції.